# Metacatharsius renaudi
Metacatharsius renaudi är en skalbaggsart som beskrevs av Frey 1960. Metacatharsius renaudi ingår i släktet Metacatharsius och familjen bladhorningar. Inga underarter finns listade i Catalogue of Life.